# Valentín Andrés
Valentín Andrés Álvarez (Grado, 20 de julio de 1891 -Oviedo, 21 de septiembre de 1982) fue un escritor, economista, humorista y físico español de la Generación del 27.

## Biografía
Cursó sus estudios de secundaria en Oviedo y Gijón y posteriormente se trasladó a Madrid para licenciarse en Ciencias Físicas. En la capital conoció a Ortega y Gasset, que sería su gran amigo.
Su pasión por la astronomía le llevó a trasladarse a París, pero como él mismo confesó, «volví de París solo con un libro de versos». Ortega definió a Valentín Andrés como «el hombre que siempre está dejando de ser algo», y así quedó patente tras su regreso a España, donde retomó los estudios universitarios para licenciarse en Derecho y en Ciencias Políticas y Económicas. En 1929 obtuvo un gran éxito teatral con el estreno de "Tararí", considerada precursora del teatro del absurdo, en el  teatro Lara de Madrid, por la compañía de  Margarita Robles y Gonzalo Delgrás.
Famosas fueron sus recepciones en su palacete de Dóriga, Salas, donde recibió en más de una ocasión a su amigo Benjamín Jarnés pero también a García Lorca, a quién alojó en Dóriga hacia 1932 junto a su compañía de teatro La Barraca. Como humorista fue un discípulo de Ramón Gómez de la Serna, a quien convenció para estrenar su comedia "Los medios seres". 
Valentín Andrés combinó su extensa carrera como economista con su actividad literaria, del ensayo a la poesía, pasando por la novela y el teatro.

## Obra

### Narrativa
- Telarañas en el cielo. 1925
- Sentimental-Dancing, Madrid : Artes de la Ilustración, 1925.
- Naufragio en la Sombra. 1930

### Teatro
- Tararí, Estrenado en 1929
- Pim, pam, pum.  Estrenado en 1941.
- Abelardo y Eloísa, sociedad limitada. Leída en 1967.

### Ensayo
- Apuntes de Introducción a la Economía Española (1944).
- Contabilidad Nacional de España (1954-1964) en colaboración.
- Tabla input-output de la Economía española (1958-68) en colaboración.
- Relaciones estructurales y desarrollo económico. Las tablas input-output como instrumento para la programación económica de España (1960) en colaboración. Dirigida por Manuel de Torres.
- Más allá de la Economía (1962),
- Ciencia social y análisis económico estudios en homenaje al profesor Valentín Andrés Álvarez / Coordinación de José L. García Delgado y Julio Segura. — Madrid : Tecnos, D.L. 1978. — 539 p., 1 h. pleg. : gráf. ; 24 cm

ISBN 84-309-0784-X
- Guía espiritual de Asturias y obra escogida / por Valentín Andrés Álvarez. — Oviedo : Caja de Ahorros de Asturias, 1980. — 244 p. ; 26 cm. — (Ciencias y Humanidades ; 1)

ISBN 84-500-3508-2
- Y en el principio fue la manzana / Textos Valentín Andrés Álvarez... [et al.] ; il. Julia Alcayde... [et al.]. — Oviedo : Caja de Ahorros de Asturias, 1985. — 64 p. : principalmente il. ; 28 cm

ISBN 84-505-1939-X
- En serio y en broma Oviedo : Instituto de Estudios Asturianos, 1991.

### Memorias
- Memorias de medio siglo Oviedo: 1989. ISBN 84-505-8910-X